# پیان دوالما
پیان دوالما (به ایتالیایی: Pian d'Alma) یک منطقهٔ مسکونی در ایتالیا است که در کاستیلیونه دلا پسکایا واقع شده‌است. پیان دوالما ۱۰۰ نفر جمعیت دارد و ۱۷ متر بالاتر از سطح دریا واقع شده‌است.